# Lotte World
Lotte World là một phức hợp vui chơi giải trí lớn tại thủ đô Seoul, Hàn Quốc. Nó bao gồm một công viên giải trí trong nhà lớn nhất thế giới và đã thiết lập một kỷ lục Guinness, mở cửa quanh năm, một khu vui chơi ngoài trời gọi là "Magic Island", một hòn đảo nhân tạo bên trong một hồ nước được kết nổi Monorail, các phức hợp mua sắm, một khách sạn sang trọng, một bảo tàng dân gian Hàn Quốc, các cơ sở thể thao, rạp chiếu phim.
Mở cửa ngày 12 tháng 7 năm 1989, Lotte World phục vụ hơn 7,6 triệu du khách mỗi năm cùng với Tokyo Disney Resort được xem là một trong những công viên giải trí đẳng cấp thế giới ở châu Á.
Lotte World có thể dễ dàng đến được từ nhà ga Jamsil, trên tàu điện ngầm Seoul tuyến 2 và tàu điện ngầm Seoul tuyến 8.